# جائزة أستراليا الكبرى 2004
جائزة أستراليا الكبرى 2004 (بالإنجليزية: 2004 Australian Grand Prix)‏ هو سباق فورمولا 1 أقيم بتاريخ 7 مارس 2004 في حلبة سباق الجائزة الكبرى في ملبورن، أستراليا. كان الأول من أصل 18 في بطولة العالم لسباقات الفورمولا واحد موسم 2004. حلّ الألماني مايكل شوماخر أولا بينما جاء البرازيلي روبنز باركيلو في المركز الثاني وحصل على المركز الثالث الإسباني فرناندو ألونسو.